# Walter Reginald Brook Oliver
Walter Reginald Brook Oliver (7 de septiembre de 1883, Tasmania - 16 de mayo de 1957), fue un naturalista, botánico, explorador, malacólogo ornitólogo, curador, y escritor neozelandés.
En 1896 su familia arriba a Tauranga (Nueva Zelanda). Luego de sus estudios medios, se emplea en la Aduana de Wanganui, y luego en otros puertos. En cada lugar va registrado flora u fauna, que comparte con otros entusiastas amateurs.
En 1908 participa de una expedición científica a la isla Sunday, del grupo de islas Kermadec, por diez meses.
Toda la Primera Guerra Mundial sirve en las Fuerzas Expedicionarias de Nueva Zelanda. A su vuelta, cambió mucho de carácter, haciéndose solitario. Está en 1919, cinco meses en Tahití.
En 1920 gana un puesto en el Museo Dominion, como científico asistente senior; trabajando durante varios años en el reexamen del Manual de flora de Cheeseman, publicándose en 1925. En esta época, comienza estudios en el Victoria University College, graduándose B.Sc., siguiendo un título en Zoología, y llegando al M.Sc. con honores de primera clase, en 1928. Previamente había sido elegido Miembro de la Royal Society de Nueva Zelanda.
En 1928 asciende a director del Dominion Museum. En 1936 obtiene su Ph.D..
En noviembre de 1956, con su segunda esposa Helen Laing exploran la isla Norfolk, comenzando una investigación botánica de largo aliento.

## Algunas publicaciones
- 1923 : Marine Littoral Plant and Animal Communities in New Zealand

- 1924 : Report of the Sixteenth Meeting of the Australasian Association for the Advancement of Science. Wellington Meeting, enero de 1923

- 1928 : The Flora of the Waipaoa Series (Later Pliocene) of New Zealand

- 1930. New Zealand Birds

- 1934. Revision of the Genus Coprosma

- 1935 : The genus Coprosma

- 1948 : Nature Study : Plants and Animals of New Zealand

- 1949 : The Moas of New Zealand and Australia

- 1950. The Fossil Flora of New Zealand in Tuatara. Vol. 3, I. 1

- 1951. Botanical Discovery in New Zealand: The Resident Botanists

- 1951. Botanical Discovery in New Zealand: The Visiting Botanists

## Honores
- 1936: "Medalla y Premio Hector" por estudios botánicos, por la Royal Society de Nueva Zelanda
- 1950: galardonado con la "Hutton Memorial Medal" en reconocimiento a su atención a la zoología y botánica
- La abreviatura «W.R.B.Oliv.» se emplea para indicar a Walter Reginald Brook Oliver como autoridad en la descripción y clasificación científica de los vegetales.[2]

Se poseen 140 registros de sus identificaciones y nombramientos de nuevas especies (IPNI).

## Abreviatura (zoología)
La abreviatura Oliver  se emplea para indicar a Walter Reginald Brook Oliver como autoridad en la descripción y taxonomía en zoología.